# Nazaré (Tocantins)
Nazaré es un municipio brasileño del estado de Tocantins. Se sitúa a una latitud 6°22′18″ S y a una longitud 47°34′50″ O, estando a una altitud de 240 metros. Su población estimada en 2004 era de 5.594 habitantes.
Posee un área de 391,995 km².